# Кондаков, Александр Михайлович
Алекса́ндр Миха́йлович Кондако́в (род. 11 ноября 1958, Москва) — российский учёный-педагог, организатор науки, государственный и общественный деятель. Член-корреспондент РАО по отделению философии образования и теоретической педагогики (2006).
Лауреат премии Президента Российской Федерации в области образования (2004) и премии Правительства Российской Федерации в области образования (2009), награждён медалью ордена «За заслуги перед Отечеством» II степени (2006).

## Биография
Сын заместителя Министра просвещения СССР, Президента АПН СССР М. И. Кондакова.
В 1980 году окончил Московский государственный педагогический институт им. В. И. Ленина, работал учителем географии и английского языка в школе № 29 г. Москвы. В 1982—1985 обучался в аспирантуре кафедры экономической географии МГПИ. В 1985—1997 — ассистент, старший преподаватель, доцент кафедры экономической географии, начальник Управления международных связей МГПИ.
В 1997 году был назначен помощником заместителя Председателя Правительства РФ О. Н. Сысуева по вопросам образования. С июня 1998 по июнь 2001 — заместитель министра общего и профессионального образования РФ.
В 2001—2012 гг. — генеральный директор государственного издательства «Просвещение».
В 2013—2014 гг. — председатель совета директоров, генеральный директор ООО «Дрофа».
С 2014 г. — президент ООО «Институт мобильных образовательных систем»<, председатель совета директоров, генеральный директор ООО «Мобильное электронное образование».
В 2005—2012 гг. — соруководитель авторского коллектива, разработавшего фундаментальное ядро содержания общего образования (2009), руководитель разработки нового поколения федеральных государственных образовательных стандартов начального общего (2009), основного общего (2010) и среднего (полного) общего образования (2012), а также федеральных государственных требований к дошкольному образованию (2010), соавтор Концепции духовно-нравственного развития и воспитания личности гражданина России (2010).
Под руководством А. М. Кондакова созданы инновационные системы учебников для всех уровней общего образования: «Перспектива», «Сферы», «Академический школьный учебник», разработаны примерные основные образовательные программы начального общего и основного общего образования (2009—2010 гг.), реализующие требования федеральных государственных образовательных стандартов общего образования.
Деятельность А. М. Кондакова направлена на совершенствование российского образования и его учебно-методического обеспечения, развитие новых образовательных технологий, создание комплексной современной социокультурной образовательной среды, обеспечивающей личностное развитие молодых граждан России. Под руководством и при участии А. М. Кондакова разработаны и реализованы проекты:
- «Реформирование системы образования Российской Федерации» (2001);
- «Российский общеобразовательный портал — school.edu.ru» (2001);
- «Информатизация системы образования Российской Федерации» (2002);
- «Концепция нового учебно-методического комплекса по отечественной истории второй половины XX века» (2007);
- Проект «Живая инновация», направленный на формирование инновационного мышления школьников (2009);
- Учебно-методический комплекс «Основы религиозных культур и светской этики» (2010). А. М. Кондаков имеет большой опыт работы с различными международными образовательными организациям, фондами и компаниями, среди которых Совет Европы, ЮНЕСКО, Европейская комиссия, МБРР, EEPG, AEP, AAP и др. В 1998—2002 годах являлся заместителем председателя Совета по образованию СНГ. В 1994—2001 г. являлся официальным представителем Организации Международного Бакалавриата в России.

Вице-президент Российского книжного союза (до 2014). Член комиссии по географическому образованию Международного географического союза и Научно-методического совета по географическому образованию РАО.

## Личная жизнь
Женат. 
- Супруга — предприниматель, кандидат педагогических наук Марина Леонидовна Кондакова, к.п.н., Лауреат Премии Правительства РФ за заслуги в области развития образования.  (род. 1960)[6].
- Воспитывает дочь и сына.

## Научная деятельность
Кандидат географических наук (1985).
Доктор педагогических наук (2005, диссертация «Образование как ресурс развития личности, общества и государства», специальность 13.00.01 — «Общая педагогика, история педагогики и образования»).
Автор 9 монографий и более 100 научных статей, посвященных вопросам совершенствования системы российского образования и развития современных образовательных технологий.